# Lengua aragonesa propia de las áreas pirenaica y prepirenaica
La lengua aragonesa propia de las áreas pirenaica y prepirenaica (también conocida de forma extraoficial como LAPAPYP o lapapyp) es el glotónimo que se utilizó desde instancias oficiales en Aragón (España) para referirse al aragonés de 2013 a 2015, de acuerdo con la Ley de Lenguas. Esta denominación se aprobó el 9 de mayo de 2013 en las Cortes de Aragón, y también se previó la creación de una Academia Aragonesa de la Lengua con el objeto de determinar los topónimos y nombres oficiales de la comunidad. Tras las elecciones autonómicas de 2015, el nuevo gobierno socialista de Aragón anunció su intención de derogar la ley.
Esta nueva denominación nació a raíz de una iniciativa del gobierno aragonés, el Proyecto de ley de uso, protección y promoción de las lenguas y modalidades lingüísticas propias de Aragón, y fue aprobado en el parlamento de Aragón con los votos favorables del PP y del PAR, pese a los votos en contra del PSOE, CHA e IU. Por su parte, Convergencia Democrática de Cataluña se manifestó en contra.
Esta ley supuso la derogación de la anterior Ley de Lenguas del año 2009. Sus promotores afirmaron que la antigua «dividía a los aragoneses, y que ni sus creadores cumplieron», que la aplicación de aquella supondría un gasto total de «cerca de 39 millones de euros» y que fue elaborada con «un criterio social y cultural». Sus opositores sostuvieron que esta denominación carecía de «rigor académico» y la calificaron de «ridículo y bochorno». Todas las enmiendas presentadas por la oposición (73 de PSOE, 53 de CHA y 42 de IU) fueron rechazadas.
La polémica generada comenzó ya antes de haberse aprobado, parte de la cual giró en torno a acusaciones de catalanismo y el anticatalanismo.